# Listă de filme braziliene din 2010
Aceasta este o listă de filme braziliene din 2010:

## Lista
| Titlu                                           | Regizor | Actori                                                                                                 | Gen            | Note |
| ----------------------------------------------- | --- | --- | -------------- | --- |
| 400 Contra 1 - Uma História do Crime Organizado | Caco Souza | Daniel de Oliveira, Rodrigo Brassoloto, Jefferson Brasil, Daniela Escobar                              | Thriller       | |
| 5x Favela - Agora por Nós Mesmos                | Cacau Amaral, Cadu Barcelos, Luciana Bezerra, Luciano Vidigal, Manaira Carneiro, Rodrigo Felha, Wagner Novais | Flavio Bauraqui, Zózimo Bulbul, Vitor Carvalho, Hugo Carvana, Samuel de Assis                          | Drama          | |
| As Melhores Coisas do Mundo                     | Laís Bodanzky                                                                                                 | Caio Blat, Denise Fraga, Filipe Galvão, Zé Carlos Machado,Gustavo Machado, Paulo Vilhena               | Drama, Comedy  | |
| Chico Xavier                                    | Daniel Filho                                                                                                  | Nelson Xavier, Christiane Torloni, Giulia Gam, Letícia Sabatella, Giovanna Antonelli, Tony Ramos.      | Drama, Bio-pic | |
| Elite Squad: The Enemy Within                   | José Padilha                                                                                                  | Wagner Moura, Milhem Cortaz, Maria Ribeiro, Irandhir Santos, André Mattos                              | Crime, Drama   | The all-time largest box office ticket seller and highest-grossing film in Brazil. The film was selected as the Brazilian entry for the Best Foreign Language Film at the 84th Academy Awards,but it did not make the final shortlist. |
| O Bem Amado                                     | Guel Arraes                                                                                                   | Marco Nanini, Maria Flor, Caio Blat, José Wilker, Andréa Beltrão, Matheus Nachtergaele, Tonico Pereira | Comedy         | |
| Olhos Azuis                                     | José Joffily                                                                                                  | David Rasche, Cristina Lago, Irandhir Santos                                                           | Drama          | |
| Os Famosos e os Duendes da Morte                | Esmir Filho                                                                                                   | Adriana Seiffert, Áurea Baptista, Samuel Reginatto, Tuane Eggers                                       | Drama          | |
| Quincas Berro D'Água                            | Sérgio Machado                                                                                                | Mariana Ximenes, Marieta Severo, Paulo José                                                            | Comedy         | Based on the Brazilian Modernist novella The Two Deaths of Quincas Wateryell by Jorge Amado. |
| Reflexões de um Liquidificador                  | André Klotzel                                                                                                 | Selton Mello, Ana Lúcia Torre, Aramis Trindade, Eduardo Sofiati                                        | Drama, Comedy  | |
| Terra Deu, Terra Come                           | Rodrigo Siqueira                                                                                              | | Documentary    | |
| Os Inquilinos                                   | Sergio Bianchi                                                                                                | Pascoal da Conceição, Marat Descartes, Leona Cavalli                                                   | Drama          | Winner of best screenplay at the Festival do Rio. |
| Uma Noite em 67                                 | Renato Terra, Ricardo Calil                                                                                   | Chico Buarque, Nelson Motta, Gilberto Gil, Caetano Veloso, Roberto Carlos                              | Documentary    | |
| Viajo Porque Preciso, Volto Porque Te Amo       | Karim Ainouz, Marcelo Gomes                                                                                   | Irandhir Santos, Jose Renato Lana                                                                      | Drama          | |